# Supercoppa svizzera 2016 (pallavolo maschile)
La Supercoppa svizzera 2016 si è svolta l'8 ottobre 2016: al torneo hanno partecipato due squadre di club svizzere e la vittoria finale è andata per la seconda volta all'Amriswil.

## Regolamento
Le squadre hanno disputato una gara unica.

## Squadre partecipanti
| Squadra  | Qualificazione                       | Ultima partecipazione    |
| -------- | ------------------------------------ | ------------------------ |
| Amriswil | Vincitrice Lega Nazionale A 2015-16  | Supercoppa svizzera 2012 |
| Näfels   | Vincitrice Coppa di Svizzera 2015-16 | Supercoppa svizzera 2012 |

## Torneo
| 8 ottobre 2016 St. Leonhard-Halle, Friburgo Durata: 1h:25 - Spettatori: 850 | Amriswil | 4 - 0 | Näfels | 20-13, 20-18 - 20-17, 20-16 |